# Ecpyrrhorrhoe multispinalis
Ecpyrrhorrhoe multispinalis is een vlinder uit de familie grasmotten (Crambidae). De wetenschappelijke naam van de soort is voor het eerst geldig gepubliceerd in 2013 door Qi-ang Gao, Dan-Dan Zhang & Shu-xia Wang.

## Type
- holotype: "male. 9.IX.2001. leg. You, Ping. genitalia slide GQ no. 11075"
- instituut: ICCLS, Nankai University, Tianjin, China
- typelocatie: "China, Tianjin, Qilihai, 39°17'N, 117°34'E"